# Jonathan Woodgate
Jonathan Simon Woodgate (Middlesbrough, 22. siječnja 1980.) engleski je nogometni trener i bivši nogometaš.

## Vanjske poveznice
- Profil, Soccerbase